# Lubec (Maine)
Lubec es un pueblo ubicado en el condado de Washington en el estado estadounidense de Maine. En el Censo de 2020 contaba con una población de 1,258 habitantes, y en el Censo de 2010 contaba con una población de 1.359 habitantes y una densidad poblacional de 6,69 personas por km².

## Geografía
Lubec se encuentra en las coordenadas 44°48′8″N 67°2′00″O / 44.80222, -67.03333. Según la Oficina del Censo de los Estados Unidos, Lubec tiene una superficie de 203.02 km², de la cual 86.12 km² corresponden a tierra firme y (57.58%) 116.9 km² es agua.

## Demografía
Según el Censo de 2020 contaba con una población de 1,258 habitantes.
Según el censo de 2010, había 1.359 personas residiendo en Lubec. La densidad de población era de 6,69 hab./km². De los 1.359 habitantes, Lubec estaba compuesto por el 97.72% blancos, el 0.07% eran afroamericanos, el 0.22% eran amerindios, el 0.29% eran asiáticos, el 0% eran isleños del Pacífico, el 0.29% eran de otras razas y el 1.4% pertenecían a dos o más razas. Del total de la población el 1.03% eran hispanos o latinos de cualquier raza.